# Nesle Communal Cemetery
Nesle Communal Cemetery is een begraafplaats gelegen in de Franse plaats Nesle (Somme). De militaire graven worden onderhouden door de Commonwealth War Graves Commission.
De begraafplaats telt 134 geïdentificeerde Gemenebest graven uit de Eerste Wereldoorlog.